# Mnich (Biakło)
Mnich – skała na wzgórzu Biakło na Wyżynie Częstochowskiej, w miejscowości Olsztyn w województwie śląskim, w powiecie częstochowskim. Znajduje się w północno-wschodniej części tego wzgórza otoczonego odkrytymi, trawiastymi terenami. 
Jest to samotna, zbudowana z wapieni turnia o wysokości 8–10 m. Ma pionowe, połogie ściany z filarem. Wspinacze poprowadzili na niej 9 dróg wspinaczkowych o trudności IV – VI.2 w skali Kurtyki i północno-zachodniej wystawie.
Obok wzgórza Biakło  prowadzą dwa szlaki turystyczne.

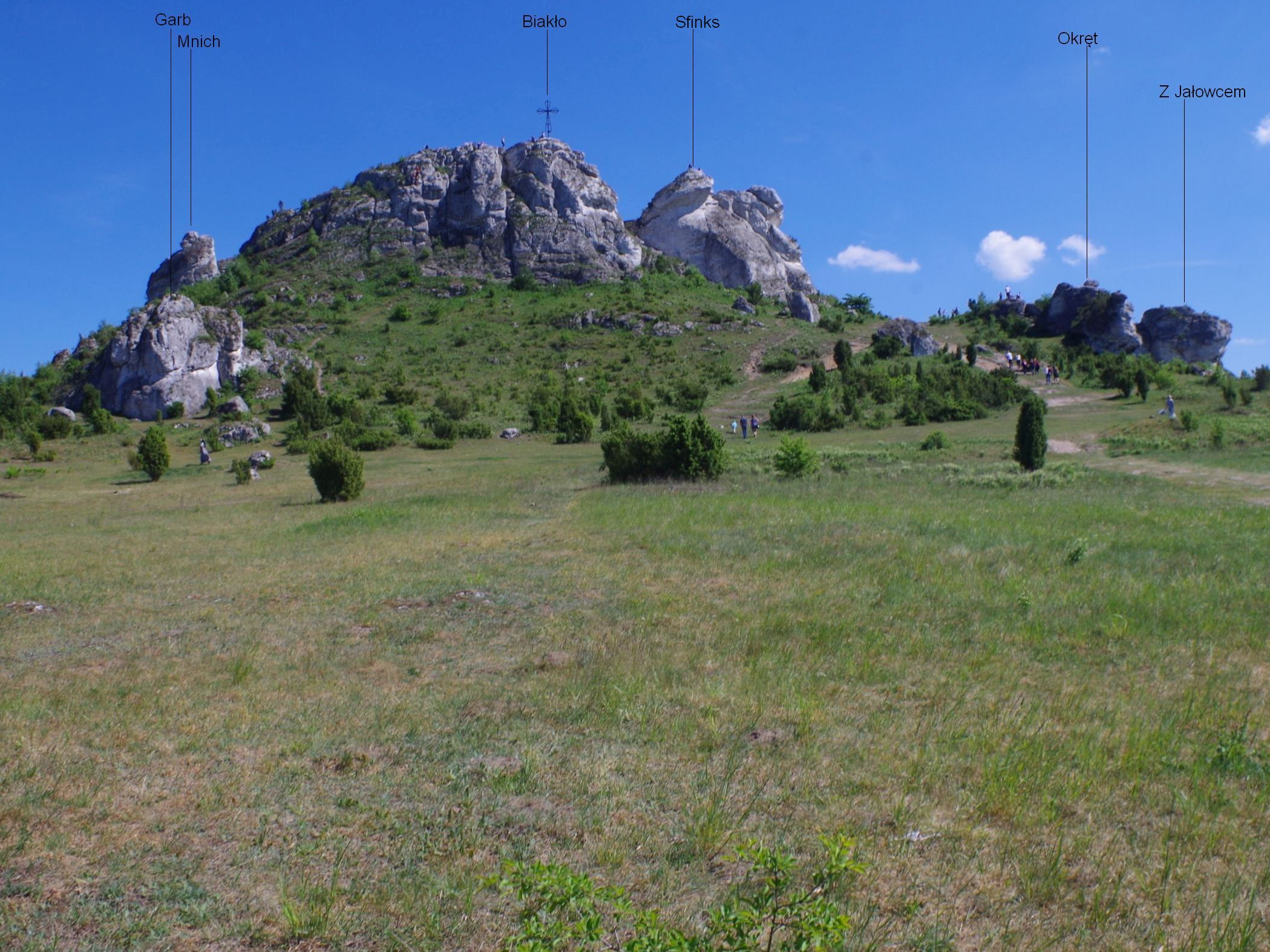
Położenie Mnicha w masywie Biakła
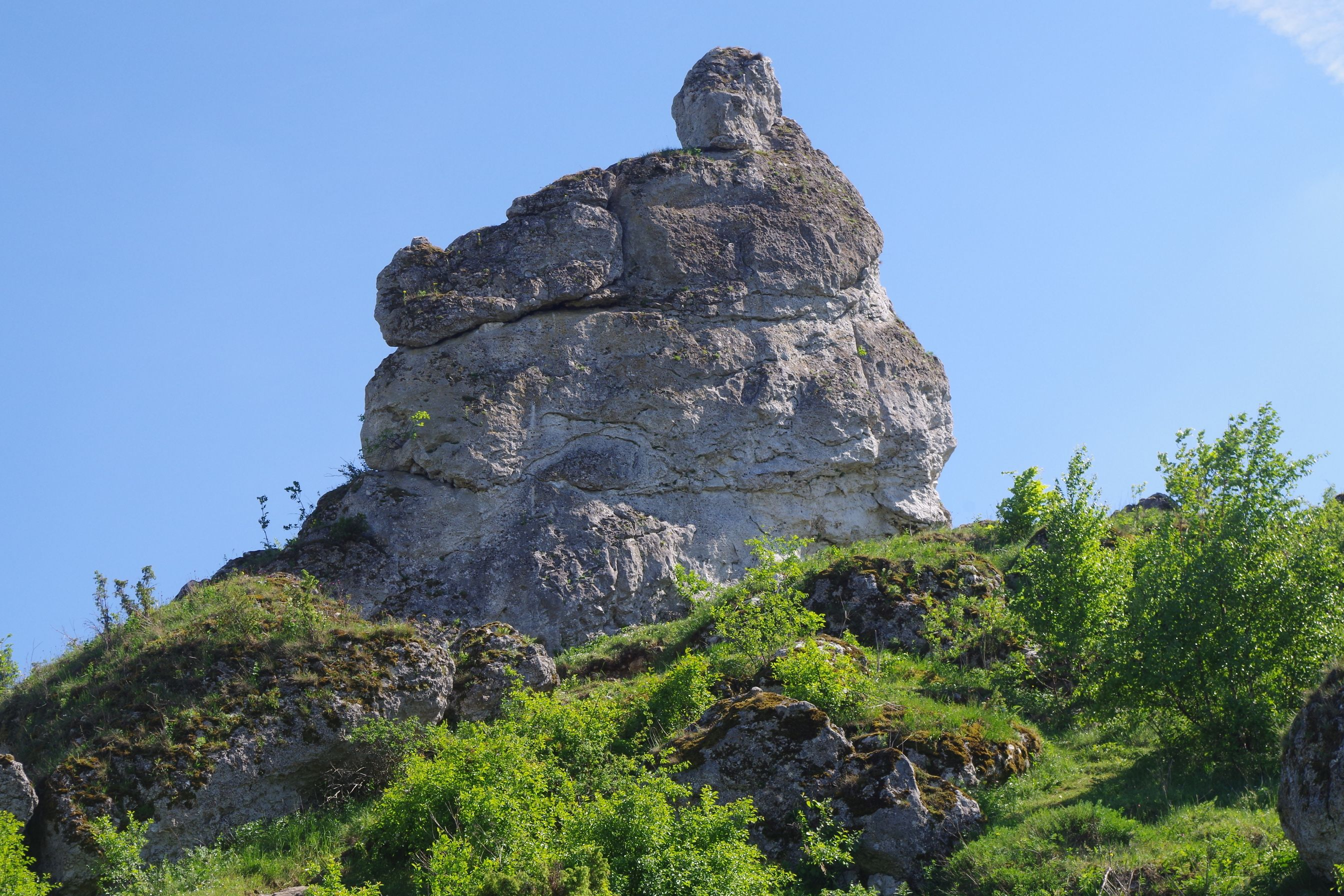
Mnich od południowego zachodu
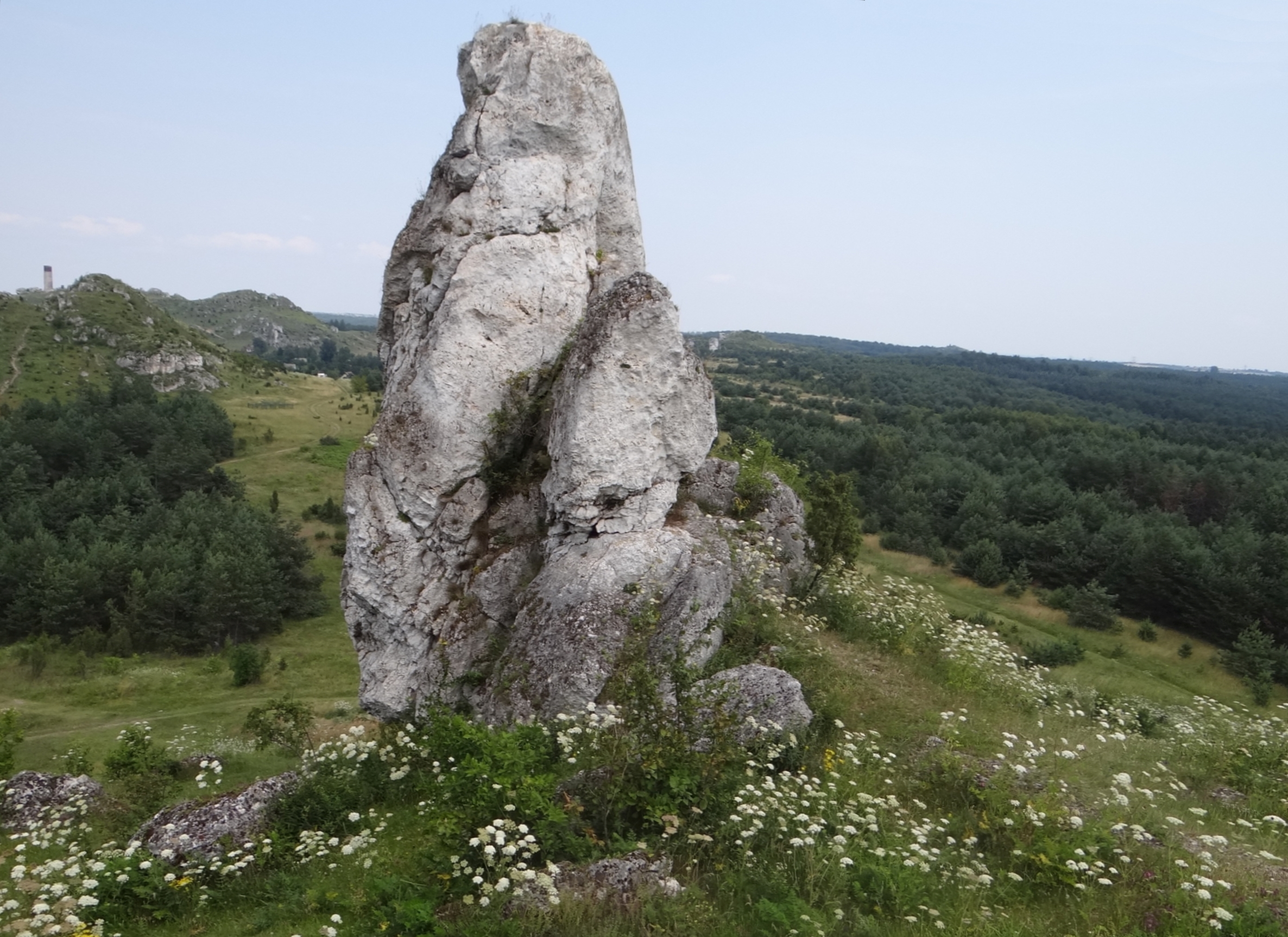
Mnich od południowego wschodu
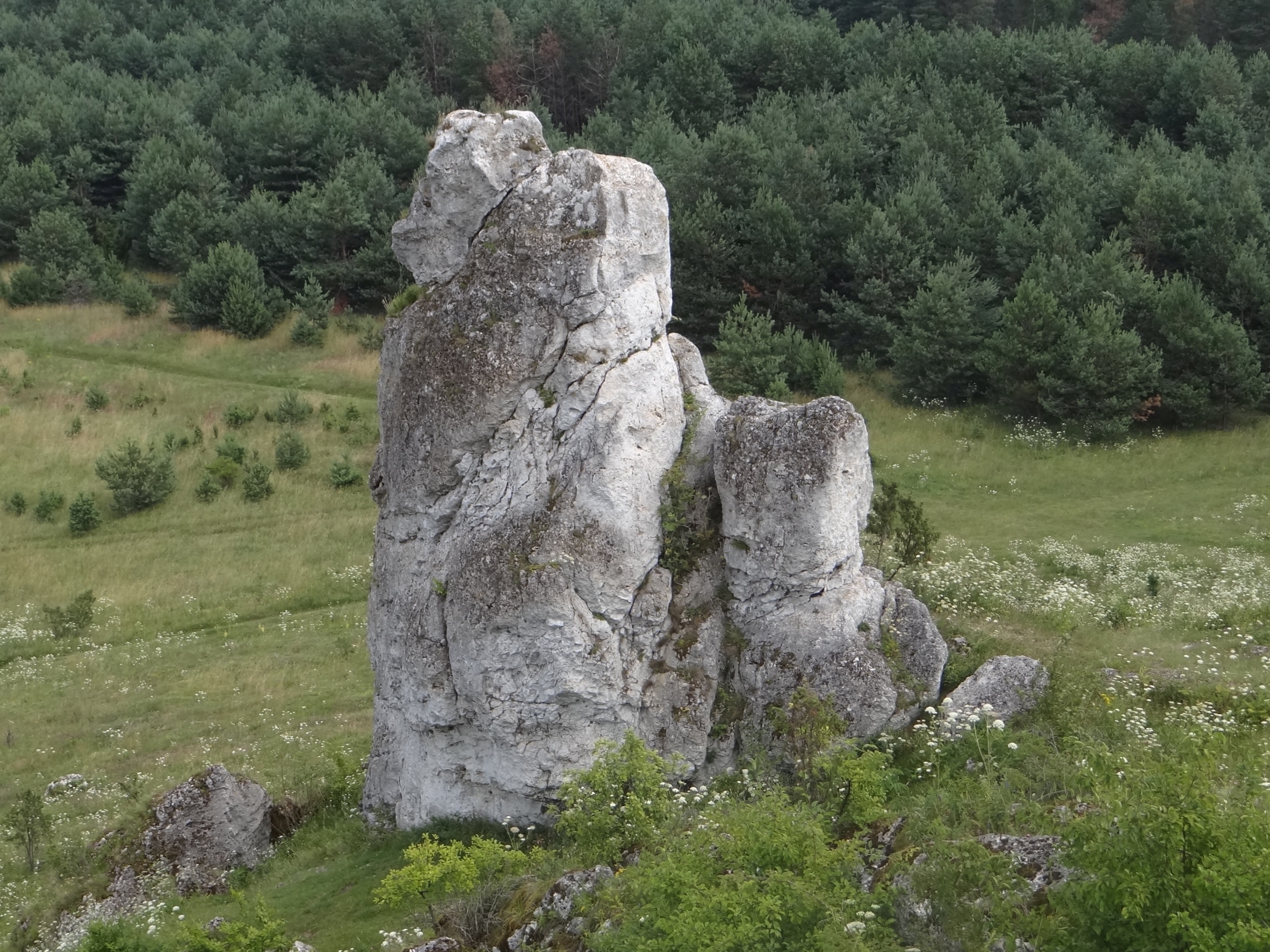
Mnich od południa

## Szlaki turystyczne
szlak św. Idziego: Olsztyn – Biakło – rezerwat przyrody Sokole Góry – Zrębice
 Olsztyn – Biakło – rezerwat przyrody Sokole Góry – Knieje – Zrębice